# Fèves
Fèves (Duits: Fewen) is een gemeente in het Franse departement Moselle (regio Grand Est). Fèves telde op 1 januari 2022 1.196 inwoners.
De gemeente maakt sinds 22 maart 2015 deel uit van het kanton Rombas. Daarvoor hoorde het bij het kanton Marange-Silvange, dat toen opgeheven werd. Het arrondissement Metz-Campagne fuseerde met het arrondissement Metz-Ville tot het huidige arrondissement Metz.

## Geografie
De oppervlakte van Fèves bedroeg op 1 januari 2022 4,8 vierkante kilometer; de bevolkingsdichtheid was toen 249,2 inwoners per km².

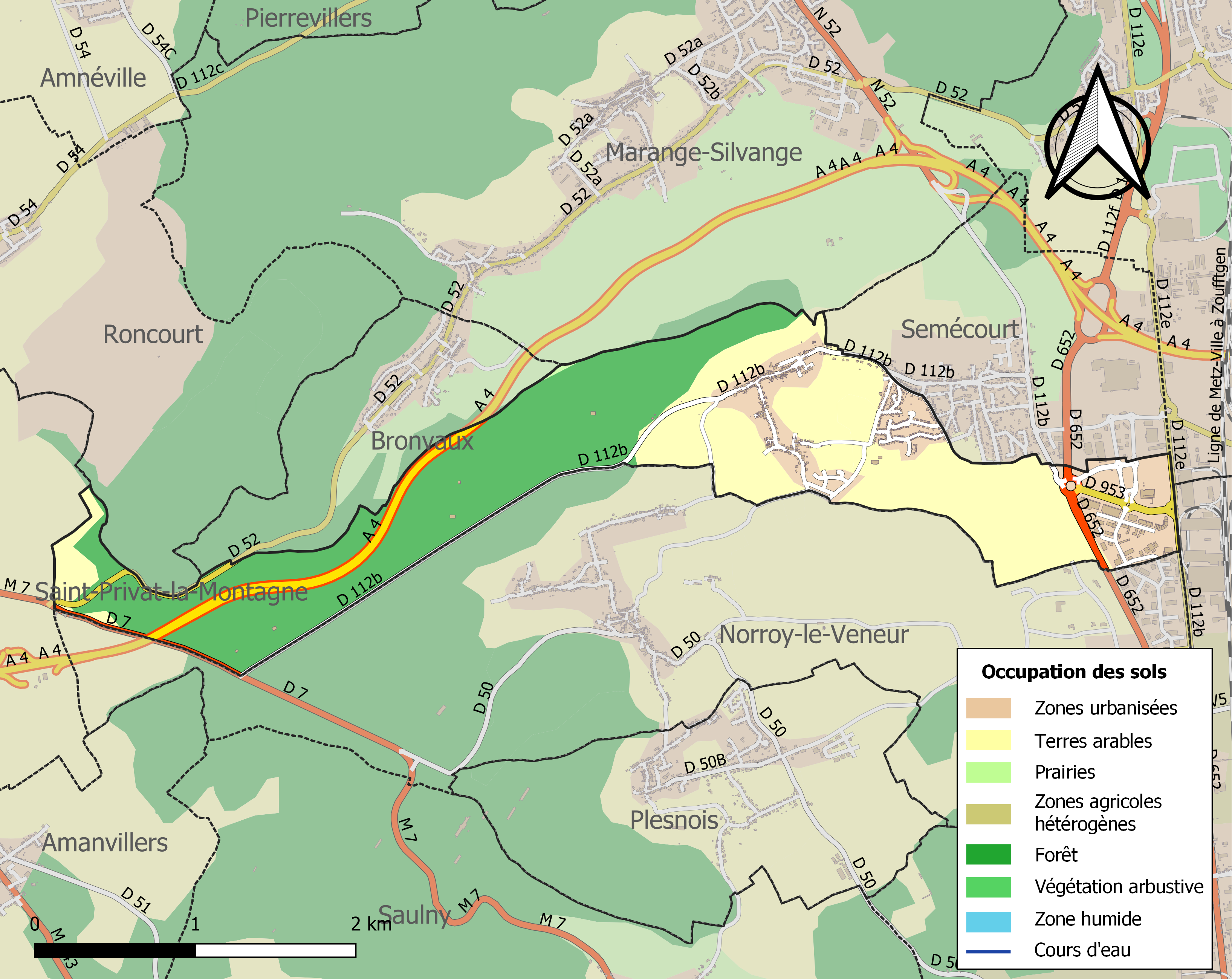
Kaart van de gemeente met de belangrijkste infrastructuur, bodemgebruik en omliggende gemeenten

## Demografie
Onderstaande figuur toont het verloop van het inwonertal (bron: INSEE-tellingen).